# Vi Tiểu Bảo
Vi Tiểu Bảo (phồn thể: 韋小寶; giản thể: 韦小宝; bính âm: Wéi Xiáobǎo; Việt bính: Wai4 Siu2-bou2) là nhân vật chính trong cuốn tiểu thuyết võ hiệp nổi tiếng của Kim Dung và là cuốn cuối cùng của ông, Lộc đỉnh ký.

## Thân thế/ Cuộc đời
Vi Tiểu Bảo sinh khoảng năm Thuận Trị thứ 13 (tức năm 1656) tại thanh lâu Lệ Xuân Viện, thành Dương Châu. Mẹ của Vi Tiểu Bảo, bà Vi Xuân Hoa bang giao rộng rãi trên mức tình cảm với anh em Hán, Mông, Mãn, Tạng, Hồi  nên chẳng thể nhớ rõ phụ thân thằng bé là ai, chỉ nhớ Tiểu Bảo có ánh mắt láo liên giống với một vị Lạt Ma Tây Tạng rất say mê bà, thường đến ăn nằm với bà và cái mũi thì lại giống một vị khách người Hồi điển trai mà bà từng tiếp. Bà cho rằng Vi Tiểu Bảo là một tác phẩm phối hợp của cả 5 chủng tộc, đành lấy họ mẹ làm họ cho con. Năm 13 tuổi (1669), Bảo được Mao Thập Bát, một hào khách giang hồ đem lên Bắc Kinh, lọt vào hoàng cung, giết tiểu thái giám Tiểu Quế Tử rồi mạo xưng mình là Tiểu Quế Tử, kết bạn với ông vua con nít Khang Hi và được vua Khang Hi rất yêu mến.
Nhờ có tài ton hót nịnh nọt và bản thân cũng lập được một số công trạng, Vi Tiểu Bảo lần lượt giữ các chức vụ Tổng quản thái giám Ngự trù phòng, Chánh Hoàng kỳ Đô thống tước phong Ba Đồ Lỗ, Tứ hôn sứ Vân Nam, Đại sứ đặc mệnh toàn quyền xây dựng Trung Liệt từ Dương Châu, Phó trụ trì chùa Thiếu Lâm pháp danh “Hối Minh thiền sư”, Chánh trụ trì chùa Ngũ Đài Sơn, Tư lệnh mặt trận đánh Thần Long đảo ở Liêu Đông, Bá tước kiêm Tư lệnh mặt trận đánh quân La Sát ở miền Đông Bắc, Công tước xứ Lộc Đỉnh (Lộc Đỉnh công).
Cậu vô tình gặp được tổng đà chủ Thiên Địa hội là Trần Cận Nam và được Trần Cận Nam nhận làm đồ đệ... Vì thế từ đó cậu phải đóng vai 2 mặt. Một mặt giúp triều đình, mặt khác giúp Thiện Địa Hội chống lại triều đình.
Trong quá trình hoạt động, Vi Tiểu Bảo đã hoạt động gián điệp tới “3 mang”. Y vừa là đại thần của nhà Thanh, song lại giữ một số chức vụ quan trọng trong 2 lực lượng tạo phản: Hương chủ Thanh Mộc đường của Thiên Địa hội (phản Thanh phục Minh) đặc trách khu vực Bắc Kinh, kiêm Bạch Long sứ của Thần Long giáo - một giáo phái phản động ở Liêu Đông.
Tiểu Bảo đóng vai trò quyết định trong việc bắt và giết chết gian thần Ngao Bái; giải cứu cha của Khang Hi, tức Thuận Trị, giúp 2 cha con đoàn tụ; phá hủy Thần Long giáo (theo lệnh nhà vua); làm suy yếu sự phản kháng của viên tướng phản bội Ngô Tam Quế; đạt được hiệp ước biên giới với Nhiếp Chính công chúa Sofia Alekseyevna và quan đại thần Fedor Golovin của nước Nga. Qua vô số chiến công đó, Vi Tiểu Bảo được Khang Hi nhất mực tin tưởng, đồng thời được phong nhiều quan vị và tước vị cao như: Phó Tổng Quản ngự tiền thị vệ, Đô Thống Kiêu Kỵ binh, tước vị được phong đến nhất đẳng Lộc Đỉnh Công v.v..., cậu còn được nhận những của cải khổng lồ bởi hoàng đế Khang Hi, những quan đại thần, những người đã hối lộ... Ngoài ra cậu còn đạt được sự tín nhiệm của Thiên Địa Hội qua việc chống lại Ngô Tam Quế, các kẻ thù ngoại quốc khác như Nga, Mông Cổ, Tây Tạng, và việc giải cứu các thành viên quan trọng của Hội bị bắt. Công lao hắn lớn hơn bất kỳ một vị cố mệnh đại thần nào của triều Khang Hi.
Tuy nhiên, giống như tất cả các nhân vật 2 mang, những vai trò mâu thuẫn của Vi Tiểu Bảo cuối cùng đi đến kết cục xung đột. Khang Hi cảnh báo Tiểu Bảo rằng Hoàng đế đã biết về quan hệ của gã với Thiên Địa Hội và bắt Tiểu Bảo phải chọn lựa giữa triều đình và Thiên Địa Hội. Mặc dù Khang Hi vẫn xem Vi là một người bạn trung thành, Tiểu Bảo cuối cùng phải chọn giải pháp đào thoát vì y không muốn làm kẻ phản bội bán đứng Thiên Địa Hội. Nhưng vài năm sau đó, cậu lại được Khang Hi trọng dụng trở lại nhờ giải quyết xung đột biên giới với nước Nga. Trong hồi cuối của tiểu thuyết, Tiểu Bảo nhận ra rằng cậu không bao giờ có thể điều hòa giữa 2 bên đối lập là triều đình và Thiên Địa Hội, vì cả 2 cùng giằng xé nhau trong khi cậu bị kẹt ở giữa. Vì thế cậu quyết định bỏ đi theo con đường riêng của mình. Cậu đưa cả 7 cô vợ xinh đẹp và 3 đứa con bí mật rời đi. Kim Dung không hề tiết lộ cậu đã đi đâu. Tuy nhiên có thuyết khác rằng cậu đã đi về Giang Nam sống một cuộc đời du sơn ngoạn thủy, giã từ chốn cung đình Khang Hi và cái lý tưởng đấu tranh của Thiên Địa Hội...
Đây là một nhân vật chính trong cuốn tiểu thuyết cuối cùng của Kim Dung nên nó đã đóng vai trò quan trọng phản ánh tài năng diễn tả một nhân vật ảo mà như thật của Kim Dung. Vi Tiểu Bảo nhân vật ảo như thật của cuốn tiểu thuyết cuối cùng được Kim Dung sáng tác. Đã có nhiều thảo luận khác nhau về bước đường tiến thân của Vi Tiểu Bảo, cũng như về tầm quan trọng của cuốn "gác bút phong đao" Lộc Đỉnh ký của Kim Dung. Người thì xếp vị trí Lộc Đỉnh ký đứng sau Tiếu ngạo giang hồ. Có người thì xem Lộc Đỉnh ký là kỳ thư và là cuốn tiểu thuyết hay nhất của Kim Dung.

## Tính cách
Vi Tiểu Bảo đắm mình trong 2 nơi trá ngụy và gian trá nhất là kỹ viện và hoàng cung nên về mặt khôn ngoan, xảo quyệt thì hắn hơn xa người bình thường. Hắn gian, nhưng không ác; hắn giảo hoạt, nhưng đủ nghĩa khí; hắn tham tài, nhưng không tiếc của; hắn có ơn tất trả, có thù tất báo nhưng thường làm ơn không mong báo đáp; hắn mê gái đẹp nên hay mắc lừa nữ nhân, nhưng chưa từng nghĩ sẽ trả đũa. Hắn không biết chữ, chỉ đọc được 4 chữ Nhất, Nhị, Tam và Tiểu (trong cái tên Vi Tiểu Bảo), không biết võ công nhưng chưa từng phải bận tâm về việc đó. Hắn hay nói tục chửi thề nhưng đôi khi làm người khác hả hê vì chửi đúng đối tượng. Tuy vô lại, xuất thân từ phường chợ búa nhưng Vi Tiểu Bảo rất trọng nghĩa khí. Vi Tiểu Bảo luôn gặp may hoặc cơ duyên xảo hợp: cát tàng hung, hung tàng cát. Nặng máu cờ bạc, mấy phen coi tính mạng của mình là một ván bạc " được ăn cả-ngã về không" , Đến tên các con của Vi Tiểu Bảo cũng cho gieo xúc xắc để đặt tên.
Nhân vật trá ngụy ấy đã trở thành Hối Minh hoà thượng, sư đệ của Hối Thông, phương trượng chùa Thiếu Lâm; rồi sau đó lại trở thành trụ trì chùa Thanh Lương trên Ngũ Đài Sơn! Nhân vật ấy đủ sức "trị" tên đại Hán gian Ngô Tam Quế; trở thành cố vấn đặc biệt cho Sa hoàng Nga La Tư; thay mặt Khang Hy Hoàng đế quan hệ giao hảo với Mông Cổ và Tây Tạng.
Thế nhưng, nhân vật quan trọng ấy không biết chữ. Trong ba chữ họ tên của mình, Vi Tiểu Bảo chỉ đọc được chữ Tiểu vì chữ này dễ nhận ra với 3 nét. Ấy thế mà bọn nhà văn có tên tuổi trong lịch sử văn học triều Thanh như Cố Viêm Võ, Tra Y Hoàng phục lăn phục lóc, hết lời ca ngợi. Nhân vật ấy đưa vào trong văn chương một mớ ngôn ngữ thoá mạ bình dân, tục tĩu như "con mẹ nó", "tổ bà quân rùa đen", "phường chó đẻ"...
Vi Tiểu Bảo "sáng tạo" ra những thuật ngữ mà chưa một thời đại nào người ta dám đem gán ghép cho những nhân vật cao quý trong xã hội phong kiến: công chúa Kiến Ninh được coi là con đượi non, thái hậu được gọi là mụ điếm già. Hắn có bảy vợ thì hết bốn người từng bị gã chửi là con đượi non.
Mớ ngôn ngữ ấy đã được "truyền bá". Trần Cận Nam, thầy của Vi Tiểu Bảo, cũng biết gọi thái hậu là "mụ điếm già". Vua Khang Hy cũng học thứ ngôn ngữ bình dân của Vi Tiểu Bảo mà mở miệng thoá mạ "con mẹ nó". Chẳng những thế, nhà vua cũng sẵn sàng làm những việc hết sức "bình dân", khi ở cạnh Vi Tiểu Bảo nhà vui đôi khi nổi tính " trẻ thơ" chẳng để tâm đến thể thống một Đại Thanh Hoàng đế nữa.
Trong 12 bộ tiểu thuyết võ hiệp của Kim Dung, nhân vật có cá tính độc đáo và phức tạp số một trong tình yêu phải thuộc về Vi Tiểu Bảo. Xuất thân trong kỹ viện thành Dương Châu, ngay từ nhỏ, Vi Tiểu Bảo đã quen với cảnh ong bướm lả lơi giữa đám khách làng chơi và các kỹ nữ. Cơ duyên đã đưa hắn lên Bắc Kinh, làm thái giám giả mạo trong cung nhà Thanh. Mới 13 tuổi đầu, hắn đã ôm hôn Mộc Kiếm Bình, quận chúa Mộc vương phủ Vân Nam và chớt nhả với Phương Di, lớn hơn hắn 2 tuổi; 15 tuổi, hắn quan hệ thân xác với công chúa Kiến Ninh; 18 tuổi trôi giạt sang Nga và phát sinh quan hệ với công chúa Tô Phi Á (Sophia), con gái Sa hoàng. Từ một tên thái giám thấp hèn, hắn từng bước leo lên Đô thống Hoàng kỳ, Khâm sai đại thần, Bá tước rồi Công tước. Trong một lần đi công cán về thành Dương Châu, hắn ôm bảy người phụ nữ lên giường ở Lệ Xuân viện, trong đêm tối quan hệ một hơi với 3 người phụ nữ chẳng biết là ai, về sau Tô Thuyên (vợ giáo chủ Thần long giáo Hồng An Thông), A Kha ( là con gái của Lý Tự Thành và Trần Viên Viên) có thai mới biết hai người, người còn lại thủy chung vẫn không xác định được ( theo như suy nghĩ của Vi Tiểu Bảo thì khả năng cao là giả thái hậu Mao Đông Châu hoặc là A Kỳ sư tỉ của A Kha). Rồi hắn lấy luôn cả Kiến Ninh, Phương Di, Mộc Kiếm Bình, Tăng Nhu, Song Nhi.Vi Tiểu Bảo sinh trưởng nơi chứa đầy nhục dục như kĩ viện và khi lớn lên lại làm việc trong chốn quan trường nơi mà phổ biến việc tam thê tứ thiếp nên không hề biết đến khái niệm tình yêu chân chính như những nam chính khác của Kim Dung mà có biết thì e rằng gã cũng chẳng quan tâm. Tình yêu của gã quyết liệt, méo mó đầy chiếm hữu nhưng cũng có lúc hành động "đơn thuần" đúng với lứa tuổi, cũng có một trái tim đong đầy yêu thương khi dễ dàng tha thứ sau những lần bị lừa gạt,phản bội, tra tấn...v.v 

Vi Tiểu Bảo khi mới gặp A Kha, hắn đã thề một câu rất kì quái rằng nếu hắn không cưới được cô thì mười tám đời tổ tiên nhà hắn là quân rùa đen hết ráo. Chẳng những hắn si tình cô con gái mà hắn còn si mê luôn cả… mẹ vợ, danh kỹ Trần Viên Viên, trên 40 tuổi, đã đi tu nhưng nhan sắc được nhận xét là còn đẹp hơn cả người con gái dù tuổi tác đã cao. Vi Tiểu Bảo tuy miệng lưỡi giảo hoạt và hay nói những lời ong bướm nhưng cũng có lúc hắn nói thẳng nói thật, dẫu lời nói có sống sượng, thô lỗ, tục tằn nhưng đấy mới là con người của Vi Tiểu Bảo.  Thái độ si tình của hắn khá thực tế: mê ai là quyết cưới cho được với người ấy, không cưới được thì quyết không bỏ cuộc.
Lại có một người si tình khác là Mỹ đao vương Hồ Dật Chi. Lão này 60 tuổi, tướng mạo cực đẹp, si tình Trần Viên Viên, vứt cây đao đi để tự nguyện làm đầy tớ bửa củi, xách nước phục vụ cho Trần Viên Viên khi cô này đi tu. Lão rình nghe Viên Viên hát Viên Viên khúc, mấy chục năm chỉ lọt tai được tám chín câu. Chỉ như vậy thôi, lão đã cho mình là người đại hạnh phúc.
Khi kết bạn với Vi Tiểu Bảo, nghe họ Vi nói chuyện si tình thực dụng, lão phê phán ngay. Chủ nghĩa si tình của lão là chủ nghĩa si tình thánh hoá, lý tưởng hoá; si tình ai là phải mong người đó được hạnh phúc, vui vẻ, kể cả giúp cho người mình yêu đi lấy chồng (không phải là mình).Tuy quan điểm trong tình yêu khác nhau nhưng vì đều xuất phát từ sự si tình điên cuồng mù quáng nên hai người càng nói càng đồng bệnh tương liên vì thế mà đôi bên quyết định kết nghĩa huynh đệ. 
Chính Vi Tiểu Bảo đã từng mơ ước một ngày có số tiền lớn, tìm đến một viện nào đó ăn xài phung phí cho sướng tay ba ngày ba đêm. Về sau, làm đại thần trong triều Khang Hy rồi, Vi Tiểu Bảo mang số tiền lớn về cho mẹ để mẹ có thể mở một Lệ Thu viện, Lệ Đông viện, Lệ Hạ viện; cạnh tranh cho cái Lệ Xuân viện mà hắn đã từng lớn lên và chịu nhục phải sụp tiệm, rồi đời.
Ngay bà Vi Xuân Phương, khi nhìn thấy đàn con dâu tươi đẹp của mình, trong đó có đủ tất công chúa, phu nhân, tiểu thư quyền quý; đã khen con mình có con mắt tinh đời. Trong tư tưởng kinh doanh kỹ viện của bà già chồng này thì cứ cái đàn gái đó mà lập thành một viện thì ắt thành Dương Châu sẽ không có viện nào còn bóng đàn ông nữa.
Vi Tiểu Bảo cho trên đời này nghề làm điếm như má hắn ở thành Dương Châu không phải nghề gì xấu xa. Hắn muốn điếm hoá luôn những người hắn gặp: "Ta là tổ tiên nhà ngươi". Trên đời này, hắn là người duy nhất dám chửi Ngọc Lâm đại sư (nhà chân tu ở chùa Thanh Lương), Hối Thông phương trượng (trụ trì chùa Thiếu Lâm), Thuận Trị hoàng đế, thái hậu, công chúa. Hắn là người duy nhất dám đánh lộn với nhà vua, công chúa. Cao hứng, hắn nặn ra một lý lịch rất trâm anh thế phiệt: "Tổ phụ làm quan, bị quân Thanh kéo qua tàn sát, gia mẫu được một nhà quan ở Dương Châu nuôi dưỡng; hắn thuộc dòng dõi danh gia vọng tộc ở Dương Châu". Mười hai tuổi, hắn đã tự xưng là "lão gia", một từ mà người già đứng đắn nhất cũng chẳng dám tự xưng. Ai mạnh hắn sợ vãi … ra quần, ai yếu hắn khinh, đánh ai không lại hắn đem tiền nhờ kẻ khác đánh, ai mất cảnh giác hắn lợi dụng, hành hạ được ai đến nhà tan người chết hắn mới khoan khoái.
Người yêu hoa thì rất quý hoa, xem hoa như là bạn; còn kẻ ghét hoa thì rất giận hoa, xem hoa là thù địch. Đó là trường hợp của Vi Tiểu Bảo, một tiểu lưu manh bất học vô thuật, may mắn trở thành quan lớn triều Khang Hy. Vua Khang Hy ra lệnh cho Vi Tiểu Bảo làm khâm sai đại thần, trở về quê quán thành Dương Châu xây dựng tòa Trung Liệt từ. Nghe đồn Vi Tiểu Bảo là một thiếu niên, tưởng gã là người có tài văn học, các quan ở Dương Châu bèn mời gã vào uống rượu ngâm thơ trong chùa Thiền Trí. Mùa ấy, hoa thược dược đang nở mà thược dược ở Dương Châu và chùa Thiền Trí là thứ hoa tươi đẹp nhất thiên hạ. Nhìn thấy thược dược tươi hơn hớn, Vi Tiểu Bảo tức muốn sôi gan. Nguyên lai, lúc mới lên mười tuổi, gã đã từng cùng bọn tiểu lưu manh thành Dương Châu đột nhập chùa Thiền Trí hái trộm hoa thược dược chơi. Gã bị sư thầy phát hiện và vì là kẻ cầm đầu nên gã bị đánh mạnh nhất, khi về còn bị mẹ phạt nên gã hận lắm. “Mối thù” ấy âm ỉ mãi trong lòng gã nên khi quay về Dương Châu, thấy lại thược dược đại đóa nở phô hồng khoe tía trong chùa Thiền Trí là gã nổi nóng.
Gã đặt chuyện nói rằng vua Khang Hy đang nuôi bầy ngựa chiến và ra lệnh cho gã chặt hết thược dược trong thiên hạ để làm thức ăn cho ngựa. Nghe câu nói đó, bá quan văn võ Dương Châu và các nhà sư chùa Thiền Trí đều vỡ mật kinh tâm. May mắn là viên tuần phủ Dương Châu học rộng biết nhiều nên đã kể điểm tích cho gã nghe và nói với Vi Tiểu Bảo ràng đại nhân về Dương Châu đúng mùa thược dược mãi khai là điều tốt lành, ngày sau ắt thăng quan tiến chức cao sang không biết bao nhiêu mà lường. Cho nên việc chặt hoa thược dược cho ngựa ăn là chuyện rất uổng. Viên tuần phủ còn ngắt một đóa hoa thược dược kính cẩn gài lên mũ của Khâm sai đại thần và chúc phúc. Quả nhiên lời nói khôn khéo đó của viên tuần phủ đã làm nguôi cơn giận của Vi Tiểu Bảo, cứu được ngàn hoa của chùa Thiền Trí và thành Dương Châu.

## Tài năng
Vi Tiểu Bảo không học nên không biết chữ. Khả năng văn hoá của ngài là nhận ra chữ nhất (一, 1 nét), chữ nhị (二, 2 nét), chữ tam (三, 3 nét), chữ tứ (四) và chữ thập (十, 1 nét ngang, 1 nét sổ). Ngài có các sở trường: Chửi tục lưu loát, hát thuộc lòng bài Thập bát mô “Một ta sờ… Hai ta sờ … Ba ta sờ … Sờ đúng cái đùi của nàng” và nhớ được một mớ tuồng tích, cố sự trong Anh liệt truyện, Tam quốc diễn nghĩa và một số truyện khác được nghe thầy đồ kể trong quán trà.
Vi Tiểu Bảo nhận biết được chữ Tiểu trong tên của mình vì nó chỉ có ba nét nhưng bảo Vi Tiểu Bảo viết ra chữ ấy thì hắn chịu thua. Hắn cũng có thiện chí muốn học mấy chục chữ để làm quan nhưng nhìn đến chữ là đầu nhức mắt hoa, tinh thần lộn xộn. Vi Tiểu Bảo ký hoà ước Ni Bố Sở (Nerchinsk) với người Nga đã ráng hết sức để vẽ một cộng ở giữa, hai chấm tròn hai bên để gọi là chữ Tiểu nhưng chữ Tiểu ấy xem ra lại giống bộ phận sinh dục của đàn ông làm các quan nhà Thanh cười ồ, cho là chữ ký cổ quái.
Nhờ đánh vật với ông vua con nít Khang Hy, sau đó cùng vua bắt Ngao Bái, có công hộ giá khi ném tàn hương vào mắt và bắt được hắn, sau đó giết được hắn trong ngục, ngài được nhà vua phong phó đô thống hoàng kỳ, tước hiệu Ba Đồ Lỗ (Baturu, Dũng sĩ!). Cũng đồng thời vì giết được Ngao Bái, ngài gặp tổng đà chủ Thiên Địa hội Trần Cận Nam, được ông thu nhận làm đệ tử và phong chức hương chủ Thanh Mộc Đường. Đây là một tổ chức chống nhà Thanh, khôi phục nhà Minh. Vi Tiểu Bảo trở thành gián điệp hai mang hết sức xuất sắc, phục vụ cho cả Thanh triều và Thiên Địa hội.
Vua Khang Hy đã nhìn thấy chiều sâu văn hoá của Vi Tiểu Bảo: luôn luôn nói bốn chữ Nghiêu, Thuấn, Vũ, Thang thành "Điểu Sinh Ngư Thang" (chim sinh canh cá); không bao giờ nhớ được câu thành ngữ “thủ khẩu như bình”. Tuy nhiên, vừa ghét bọn quan lại cầu an xôi thịt, vừa mến thằng bé ngộ nghĩnh, miệng trơn như bôi mỡ; nhà vua lần lượt phong cho ngài các chức chánh đô thống hoàng kỳ, tổng quản thái giám, Khâm sai đại thần công cán Vân Nam, Tứ hôn sứ, Phó trụ trì chùa Thiếu Lâm (tỉnh Hồ Nam), Chánh trụ trì chùa Thanh Lương (Ngũ Đài Sơn), Khâm sai xây dựng Trung liệt từ Dương Châu, Tư lệnh mặt trận thủy chiến đánh Thần Long giáo, Lộc Đỉnh công tước, Phủ Viễn Đại tướng quân, Tư lệnh mặt trận đánh quân La Sát (người Nga) ở biên giới Trung – Nga, Đại sứ đặc nhiệm toàn quyền đàm phán Trung – Nga. Đảm nhiệm những chức vụ cao cả đó, ngài hoàn thành một số công việc, có khi nghiêm chỉnh, có khi tào lao: ép buộc Ngô Tam Quế tạo phản, cứu mạng được nhiều anh hùng Thiên Địa hội, bắt phò mã Ngô Ứng Hùng bỏ trốn khỏi kinh thành, gia nhập Thần Long giáo và trở thành một trong năm vị sứ giả lớn của giáo này, ngủ được với bảy phụ nữ Trung Hoa và một phụ nữ Nga, bảo vệ cựu hoàng đế Thuận Trị, khám phá âm mưu nằm vùng của thái hậu giả thuộc Thần Long giáo, bình trị những âm mưu tạo phản của Mông Cổ và Tây Tạng, bắt được cẩu quan Ngô Chi Vinh, hoà giải mối xung đột Trung – Nga, đánh Trịnh Khắc Sảng – lãnh đạo của sư phụ mình… Công lao của Vi Tiểu Bảo lớn hơn công lao của bất cứ vị cố mệnh đại thần Mãn Châu nào khác.
Nghệ thuật làm quan của Vi Tiểu Bảo rất đơn giản nhưng cực kì hiệu quả: Tích cực " vỗ mông ngựa" bề trên để được thăng quan còn bề dưới thì tìm những người không biết " vỗ mông ngựa" mà trọng dụng vì đấy mới là người có thực tài. Không tiếc dùng tiền mua chuộc lòng trung thành của kẻ dưới, tặng quà hậu hĩnh cho đồng liêu và sẵn sàng tham ô nhận/đòi đút lót không ghê tay. Qua thăm Ngô Tam Quế, gã chỉ nói một câu đã kiếm được ba trăm lạng vàng. Trịnh Khắc Sảng dám ve vãn A Kha của gã; ngài sai người vu khống Trịnh Khắc Sẳng thiếu tiền không trả vây đánh cho một trận rồi " tử tế" cho mượn 1 vạn lượng bạc, sau này thì bắt Trịnh Khắc Sảng lấy máu viết lên vải văn tự thiếu ba trăm tám mươi vạn lạng bạc. Lại thêm lúc ở Đài Loan vớ được một trăm vạn lượng bạc nhưng khi rời đảo được người dân yêu quí mà thực hiện nghi thức “Thoát hài” để tiễn y đi. Đây là nghi thức vốn là dành cho quan địa phương thanh liêm ngay thẳng, bách tính yêu thương mới tiến hành, mà loại tham quan như Vi Tiểu Bảo cũng mặc nhiên được hưởng vinh dự, thật không những Tiền vô cổ nhân, mà e còn Hậu vô lai giả. 
Ngài là nhân vật đầu tiên mà khi làm nhà sư (giả), là phó trụ trì một chùa danh tiếng mà dám đánh bạc chơi gái; là viên tướng duy nhất đi tiểu và bảo quân thụt nước đó vào thành trì của người Nga và cũng là người duy nhất có thể lấy ý tưởng từ việc này mà tiến hành phương pháp tấn công thành trì mà không mất lấy một quân binh nào.
Tuy ngài không biết chữ nhưng vẫn nói khoác đọc được văn tự cổ nòng nọc, ấm ớ một vài từ tiếng Nga như “Tử man cơ” là giết chết đi, “Phục đặc gia tửu” là rượu Vodka, “Hà thư ni khắc” là món thịt nướng, nhưng vẫn tự hào là mình tinh thông tiếng Nga (?). Khi đại sứ Nga sang Bắc Kinh trình quốc thư, ngài nhận nhiệm vụ phiên dịch. Đại sứ đọc, ngài dịch lưu loát: “Văn thành võ đức, nhân nghĩa anh minh, thương sinh trạch bị, thọ dữ thiên tề…”. Hoá ra đó là những câu nịnh bợ của Thần Long giáo mà ngài lỡ thuộc, không dính dáng gì tới quốc thư của Sa Hoàng. Thế nhưng vua Khang Hy vẫn mặt rồng hớn hở, cười nói mê ly,bị qua mặt mà khong biết. Bọn quan lại triều Thanh bái phục Vi đại soái không biết đâu mà kể.
Vi Tiểu Bảo có thói ham đánh bạc, đánh bạc là phải thắng vì hắn có nghề chơi...bạc lận. Thủ kình của hắn vi diệu đến nỗi muốn gieo con xúc xắc ngửa mặt nào là có ngay mặt đấy, tất nhiên với điều kiện con xúc xắc phải được đổ thủy ngân hay đổ chì. Cũng nhờ đánh bạc gài anh em thái giám Ôn Hữu Phương, Ôn Hữu Đạo mà hắn được gặp mặt vua Khang Hy, đâm giết được Ngao Bái để trở thành bậc "thiếu niên anh hùng" vang danh Trung Quốc! Mà hắn cho tất cả cuộc đời đều là canh bạc: từ sinh mạng của các dũng sĩ núi Vương Ốc đến chuyện đặt tên con là Hổ Đầu, Song Song; tất thảy đều được giải quyết với con xúc xắc.
Vi Tiểu Bảo có một bài hát ruột - bài Thập bát mô, một bài hát dâm đãng ở miệt Dương Châu diễn tả 18 chỗ lồi lõm của thân thể người phụ nữ. Hắn thuộc Thập bát mô từ nhỏ, đến năm 17 tuổi trở lại kĩ viện Dương Châu, hắn tóm được bảy người phụ nữ lên một cái giường rộng, buông mùng xuống và hát thoải mái: "Một ta sờ, hai ta sờ, ba ta sờ, sờ trúng cái đùi của tỷ tỷ"... Hắn biết nghe kể chuyện sách trong Anh liệt truyện, thích coi hát các tuồng vui nhộn, thích nghe các thiên cố sự. Nhưng tựu trung, tuồng tích hay đờn ca, chuyện kể hay cố sự, cái gì có tính chất tục tĩu hắn mới khoan khoái.
Về tình yêu và tình dục, Vi Tiểu Bảo "yêu" sớm, quyết liệt và lai láng. Mười ba tuổi, hắn đã nắn bóp thân thể quận chúa Mộc Kiếm Bình, chớt nhả với Phương Di, lớn hơn hắn 2 tuổi. 15 tuổi, hắn đã ăn trái cấm với công chúa Kiến Ninh. Thái độ của hắn đối với chuyện nam nữ rất cợt nhã, miễn là cô nương nào xinh đẹp vừa mắt là lại gọi người ta là vợ. Có điều sau tất cả cái tên cợt nhã, không đứng đắn này lại có đến bảy bà vợ từ trinh nữ tới gái nạ dòng và một cô bồ người Nga, công chúa Tô Phi Á (Sophia). Hắn "làm việc" khá đến nỗi hai hoả thương thủ người Nga báo cáo lại là công chúa Tô Phi Á ngày đêm chỉ mong nhớ "Trung Quốc tiểu hài đại nhân" mà lãnh đạm với tất cả các vương tôn, công tử ở Mạc Tư Khoa. Vốn xưa, đời nhà Tần đã có một chàng Lao Ái, thái giám giả hiệu vang danh đến nỗi được Thái hậu Triệu Cơ cưng chiều thì nay Vi Tiểu Bảo - cũng là một thái giám giả hiệu được Tô Phi Á nhớ nhung, không chừng cũng là chuyện có thật.
Chủ nghĩa khinh khi phụ nữ bộc phát trong con người Vi Tiểu Bảo. Từ quận chúa đến công chúa, hắn muốn đánh thì đánh, muốn mắng thì mắng. Vi Tiểu Bảo đã từng thoá mạ công chúa là "con đĩ con", từng lột trần truồng công chúa ra đánh đập nhừ tử rồi mới bảo: "Thế này thì lão gia muốn... bắt người làm vợ". Với Vi Tiểu Bảo, bất cứ một phụ nữ nào cũng chỉ ngang hàng với gái làng chơi trong Lệ Xuân viện thành Dương Châu. Gặp ai xinh đẹp hắn cũng tưởng tượng người này vào Lệ Xuân viện làm thì sẽ ra sao.
Vi Tiểu Bảo là kẻ trộm cắp, thậm chí là cướp giật ngay giữa ban ngày ban mặt. Hắn học được một bài học về nghệ thuật làm quan do Sách Ngạch Đồ dạy: "Đừng nói nặng lắm, cũng đừng nói nhẹ lắm". Hắn đem bài giáo khoa ấy áp dụng với Ngô Tam Quế, Ngô Ứng Hùng, Thi Lang và kiếm được mấy trăm vạn lạng. Hắn được chia của khi kiểm kê tài sản trời cho khiến cho kếch xù ấy vãi ra tứ phương, mỗi người một ít, khiến ai cũng ca ngợi hắn là bậc hào phóng đệ nhất triều Thanh!
Cuối cùng, dù có đùa giỡn đến mấy, Kim Dung cũng phải cho nhân vật Vi Tiểu Bảo của mình trốn ra đi cùng bảy cô vợ hương trời sắc nước Tô Thuyên, A Kha, Mộc Kiếm Bình, Phương Di, Tăng Nhu, Song Nhi và Kiến Ninh công chúa. Trước đây, họ đã về Dương Châu, bà Vi Xuân Phương nhìn đàn con dâu tươi tốt, thầm khen con tinh đời về khoản chọn gái đẹp, mở kỹ viện, cứ đàn con dâu đó mà lập nên một viện thì toàn thể các viện còn lại ở Dương Châu sẽ không còn bóng dáng đàn ông. Nay, chắc Vi Tiểu Bảo không dám về Dương Châu vì sợ vua Khang Hy truy nã. Ngay đến trùm cuối Kim Dung cũng chẳng biết nhân vật của mình trốn đi đâu trên đất nước Trung Hoa rộng lớn bậc nhất nhì trên thế giới; không tìm ra được hành tung của hắn dù nơi đâu hắn cũng có mặt.

## Gia đình
Gã có 7 cô vợ xinh đẹp tuyệt trần và 3 đứa con (2 trai 1 gái) đáng yêu,  theo thứ tự gặp mặt trong tiểu thuyết:
- Mộc Kiếm Bình (沐劍屏) : Cô vợ ngây thơ thuần khiết nhất, là tiểu quận chúa trong Mộc vương phủ Vân Nam, tính tình thiện lương cao quý, miệng mỉm cười như hoa mới nở. Nàng gặp Vi Tiểu Bảo khi y còn mang mối hận với Mộc gia nhà nàng nên đã hành xử thô lỗ với nàng khiến Mộc Kiếm Bình kinh hãi chán ghét nhưng về sau khi nàng thấy Tiểu Bảo cứu người của Mộc gia nhà nàng thì nàng chẳng bận tâm chuyện cũ nữa mà ngược lại rất quí gã. Còn Vi Tiểu Bảo thì về sau thấy nàng vừa khả ái đáng yêu lại lương thiện tốt bụng có lòng nhắc nhở gã khi gã gặp nguy nên cũng xiêu lòng. Nàng còn băng thanh ngọc khiết sau khi lấy chồng vì nàng chẳng có khái niệm gì về chuyện ấy và trẻ con, dễ bị lừa gạt nên gã phải yêu thương, không để nàng chịu thiệt thòi hay bất kỳ ấm ức gì. Họ giống tình huynh muội hơn là hai vợ chồng nhưng gã vẫn vui vẻ và hài lòng với tình trạng này, gã rất thích được nghe ba tiếng "Hảo ca ca!" từ miệng nàng phát ra.
- Phương Di (方怡): Cũng xuất thân từ Mộc vương phủ, dòng dõi của một trong tứ đại gia tướng Lưu Bạch Phương Tô, được Vi Tiểu Bảo cứu mạng trong cung, sau đó vì nhờ gã họ Vi cứu người yêu nàng là Lưu sư ca mà nàng chấp nhận trở thành vợ y. Nàng phức tạp và khó hiểu, lừa gạt chồng mấy lần khá thảm hại có khi còn vì nàng mà mém chết nhưng nhờ Mộc Kiến Bình làm cầu nối làm hoà cho người tiết lộ cho Tiểu Bảo biết lí do Phương Di làm vậy là vì bị khống chế tánh mạng nên gã không giận nàng nữa mà rộng lòng tha thứ, không làm khó dễ hay trách móc gì nàng mà còn coi đó là hỷ sự, rước nàng về dinh. Sau khi trở thành người một nhà với chàng, nàng ngày càng ra dáng một cô vợ đảm thường cùng Song Nhi quán xuyến việc nội trợ bếp núc khi còn bị kẹt trên đảo.
- Song Nhi (雙兒): trung thành tuyệt đối, luôn chăm sóc và bảo vệ Vi Tiểu Bảo. Nàng vốn là người hầu của Tam thiếu phu nhân ở Trang gia, về sau Vi Tiểu Bảo có ơn với Trang gia nên Song Nhi đi theo gã để đền ơn. Lúc đầu, Vi Tiểu Bảo tuy nhìn nàng thuận mắt  nhưng vì chưa có tình cảm nên có thái độ ngần ngại không muốn dẫn nàng theo đồng hành cùng, sợ mang theo nàng sẽ vướng tay vướng chân nhưng gã nào có ngờ sau này nàng chính là người đã luôn âm thầm dõi theo và sẵn sàng lao vào nguy hiểm để bảo vệ gã. Chính vì mà được Vi Tiểu Bảo coi như mạng sống. Nàng có học vấn, võ công cao cường, nhan sắc đẹp đẽ và nhân phẩm đoan chính, không cạnh tranh, so bì, tỵ nạnh, ân cần nuôi nấng 3 đứa trẻ như con của nàng dù cho không phải con nàng sinh ra, thậm chí còn vui mừng vì có đứa trẻ được đặt tên là Song Song, có chữ Song trong tên mình. Là cô vợ thân thiết nhất, được gã tin tưởng, yêu thương và trân quý nhất sánh ngang với A Kha.
- Tô Thuyên (Long Nhi - 蘇荃), mẹ của Vi Đồng Trùy. Vẻ đẹp tựa tiên sa giáng trần và võ công trác tuyệt, có bản lĩnh lãnh đạo, đối xử với Vi Tiểu Bảo không chỉ là tình yêu nam nữ bình thường mà còn là tình thương cùng sự tin tưởng vào một mái ấm thắm thiết. Nàng vốn là vợ cũ của giáo chủ Hồng An Thông trong Thần Long giáo (bị lão ép làm vợ), nhưng lại không được chăn gối với chồng vì lão giữ mình luyện công, về sau bị gã họ Vi lừa làm cho có thai và đi theo y, từ đó mới sống hạnh phúc trong cuộc đời mà nàng làm chủ, tuy Vi Tiểu Bảo coi bảy bà vợ đều là vợ "ruột" nên không phân chia vợ lớn vợ bé nhưng nàng được tôn là là chị cả trong bảy vị phu nhân.
- Kiến Ninh công chúa (建寧公主), mẹ của Vi Song Song. Tính tình nàng tinh nghịch, hung dữ,bướng bỉnh, ương ngạnh, thẳng thắn, quyết đoán nhưng rất mực chung tình. Xinh đẹp ngời ngời như thế, xuất thân lầu rồng gác phượng vương giả, vốn được gả cho Ngô Ứng Hùng con trai Ngô Tam Quế nhưng nàng lại tư thông với Vi Tiểu Bảo, về sau còn hoạn gã phò mã khốn khổ kia, rời bỏ hoàng cung, rời bỏ cuộc sống nhung lụa để theo gã họ Vi. Nàng tính cách chua ngoa, bạo ngược, hay đánh chồng, ăn nói cao ngạo, chẳng đặt ai vào mắt, bình sinh chỉ nể 4 người thái hậu mẹ nàng, Khang Hy ca ca nàng, Vi Tiểu Bảo phu quân nàng ... và Tô Thuyên. Nàng tự nhận thức được tuy mình càng vàng lá ngọc nhưng địa vị thấp nhất trong 7 người vợ , nàng là cô vợ Tiểu Bảo ít thương nhất song vẫn được gã chiều chuộng dỗ dành nên vẫn sống hòa thuận với đại gia đình Vi gia.
- Tăng Nhu: Nữ đệ tử phái Vương Ốc, tính tình cẩn thận, chu đáo và rất tinh tế. Gã từng chú ý nàng vì vẻ ngoài xinh đẹp, mấy phen muốn tiếp cận nàng nhưng vì ngại nên nàng giữ khoảng cách khiến gã bức rức không thôi. Thực ra nàng yêu gã sâu sắc, yêu sự thông minh, láu cá, có chút tinh nghịch nhưng cũng không kém phần nghĩa khí của họ Vi, nàng tin gã là người tốt và sẵn sàng chỉnh đốn gã khi gã làm sai. Nàng xin hai viên xúc xắc của Vi Tiểu Bảo sau lần đầu gặp mặt để làm kỷ niệm, về sau phái Vương Ốc gia nhập Thiên Địa hội, nàng đi theo Vi Tiểu Bảo và gã cũng vui lòng đón nhận nàng về làm vợ.
- A Kha (阿珂), mẹ của Vi Hổ Đầu. Là vị phu nhân đẹp nhất trong 7 bà vợ, con gái tuyệt sắc danh kỹ Trần Viên Viên và Sấm vương Lý Tự Thành, con hờ của Bình Tây vương (hay tên đại Hán gian) Ngô Tam Quế. Vi Tiểu Bảo ngay khi chạm mặt nàng lần đầu đã thần hồn điên đảo, kể cả khi đó đang giữ thân phận cao tăng chùa Thiếu Lâm cũng bỏ đi hết cái phong thái của các vị thiền sư vốn có mà thèm khát, ham muốn nàng, bắt cóc nàng vào chùa Thiếu Lâm, tán tỉnh trêu ghẹo rồi phát lời thề phải lấy được nàng làm vợ, nếu không tổ tông mười tám đời gã đều là rùa đen hết ráo. Gã đối xử với nàng mười phần nâng niu, khó khăn lắm mới danh chính ngôn thuận thành thân với nàng, tốn không ít công sức giở trò phá bĩnh, hãm hại gã tình địch tuấn tú Trịnh Khắc Sảng. Cho dù như thế nàng vẫn một lòng hướng về Trịnh công tử, chỉ đến khi bị gã họ Vi cưỡng hiếp khiến có thai, sau khi mang thai tâm tình thay đổi hay nhớ Tiểu Bảo lại thấy bộ mặt tráo trở của Trịnh Khắc Sảng khi đem mình bán cho Vi Tiểu Bảo hòng giữ mạng sống, nên nàng hồi tâm chuyển ý chấp nhận đi theo tên háo sắc mà nàng từng căm ghét. A Kha võ công làng nhàng (sư phụ Cửu Nạn chỉ dạy nàng chiêu thức chứ không dạy nội công, về sau để gần nàng gã họ Vi cũng bái Cửu Nạn làm sư phụ), tính tình nàng cố chấp, cứng rắn, kém thông minh, suy nghĩ đơn giản, nông cạn, mù quáng trước hư vinh, không nhận biết được người tốt kẻ xấu nhưng vẫn hớp hồn tên Vi Tiểu Bảo vốn háo sắc rồi sau đó yên lòng làm thê tử chàng, sống cuộc đời êm đềm, ngày ngày cùng chàng hành tẩu giang hồ, cùng 6 bà vợ khác chia sẻ tình cảm và dừng chân với họ tại Đại Lý, Vân Nam. Cả nàng và Song Nhi đều là hai người vợ được Tiểu Bảo yêu thương nhất nhưng Song Nhi được gã yêu vì nàng hết lòng vì gã cùng gã trãi qua hoạn nạn còn A Kha thì e là gã chỉ đơn giản là yêu nhan sắc của nàng mà thôi, cộng thêm việc để chinh phục nàng gã phải dùng hết 10 phần công lực nên nàng dần thành chấp niệm của gã. Có lẽ nàng cũng hiểu được điều đó nên khi thấy gã mặt mày hớn hở thì đoán "chắc là gặp cô nương nhà nào xinh đẹp nên muốn đem người ta về làm phu nhân bát phòng rồi đây".
- Ngoài ra, gã từng gặp mặt Trần Viên Viên (mẫu thân của A Kha), người từng được mệnh danh là đệ nhất mỹ nhân, mặc dù bà khi đó bà đã là một ni cô tuổi tuổi cũng khoảng tứ tuần nhưng nhan sắc vẫn còn rất đẹp. Gã tỏ lòng cực kỳ ái mộ trước tài sắc của người phụ nữ gấp đôi tuổi mình và được Viên Viên đáp lại bằng một buổi trò chuyện vui vẻ, bà còn đàn hát cho Tiểu Bảo nghe điệu "Viên Viên khúc", mà đối với một số kẻ điều đó cao quý biết chừng nào... Bà hứa gả con gái cho Vi Tiểu Bảo khi nhờ gã cứu nàng khỏi Ngô Tam Quế, và cuối cùng 2 người cũng trở thành mẹ vợ - con rể khi A Kha rời bỏ Trịnh Khắc Sảng, trở thành vợ của Tiểu Bảo.
- Còn một người nữa là công chúa Sophia (Tô Phi Á) xinh đẹp của nước Nga, gã muốn ôm hôn hay chăn gối với nàng thế nào cũng được. Vi Tiểu Bảo vốn lưu lạc sang Nga, sau đó có ơn bày mưu giúp nàng giành được quyền lực từ tay thái hậu nước Nga (thực ra cũng là cóp nhặt từ những tuồng tích hay sự kiện ở Trung Quốc mà gã nhớ lõm bõm được) nên được nàng sủng ái thăng quan cho. Vì nàng không chịu từ bỏ vinh hoa phú quý, thân phận đài các công chúa nên không phù hợp với vai trò làm vợ của Vi gia, thế là ai đi đường nấy. Giữa hai người có lẽ chỉ có mối quan hệ qua đường, "một người chẳng phải là trinh nữ, cũng chẳng thèm giữ mình như ngọc, còn người kia cũng không phải là bậc chính nhân quân tử gì...". Về sau Vi Tiểu Bảo sai người đút tượng mình tặng nàng, trên ngực bức tượng còn khắc mấy chữ " Ta mãi mãi yêu nàng" khiến Sofia không khỏi bật cười, thầm công nhận là đàn ông La Sát không lắm trò được như y. Tiếc là về sau bức tượng đã bị đập vỡ.

Vợ: gồm 7 người, kể theo thứ tự tuổi tác là Tô Thuyên, Phương Di, Kiến Ninh, A Kha, Tăng Nhu, Mộc Kiếm Bình và Song Nhi. Vi Tiểu Bảo bằng tuổi A Kha, Tăng Nhu và Mộc Kiếm Bình, Tô Thuyên lớn hơn hắn khoảng 7 8 tuổi, Phương Di và Kiến Ninh lần lượt hơn chồng 2 và 1 tuổi. 7 người vợ kể trên đều có nét riêng nhưng đều khôn ngoan, học hành tử tế, song tất cả các nàng hương sắc này đều làm vợ của một con người mà một chữ cũng không biết, nhưng lại là người đã có công lớn với triều đình, với nhà Đại Thanh và với cả những lực lượng và cá nhân chống Thanh, được mệnh danh là anh hùng "đệ nhất kỳ nhân": Vi Tiểu Bảo, người được tình cờ và rất may mắn, phơi phới tiến thân từ chốn lầu xanh tửu điếm lên đến đỉnh cao danh tiếng, dựa vào hàng công tước triều đình nhà Thanh dưới thời Khang Hi, Tước vị: Nhất đẳng Lộc Đỉnh Công kiêm Phủ Viễn Đại tướng Quân. Ngoài ra còn là Hương chủ Thanh Mộc đường trong Thiên Địa hội, Bạch long sứ trong Thần long giáo, Đệ tử chân truyền phái Thiết kiếm môn (A Kha là sư tỷ nhưng sư phụ nàng chỉ thực sự coi Vi Tiểu Bảo là đồ đệ),...
Con: Vi Hổ Đầu (trai, với A Kha), Vi Đồng Trùy (trai, với Tô Thuyên), Vi Song Song (gái, với Kiến Ninh).
Vi Tiểu Bảo từng rất ngưỡng mộ Đường Bá Hổ vì cho rằng y có tới 9  cô vợ nhưng về sau cũng chính Vi Tiểu Bảo cho rằng 7 người vợ là đã không đối phó nổi rồi nên việc sau này liệu gã có nạp thêm vợ hay không cũng chẳng biết được